# Pseudohumicola
Pseudohumicola X. Wei Wang, P.J. Han, F.Y. Bai & Houbraken – rodzaj grzybów z typu workowców (Ascomycota). Grzyby mikroskopijne.

## Morfologia
Należą tu gatunki zawierające zarówno formy płciowe (teleomorfy), jak i bezpłciowe (anamorfy). Morfy bezpłciowe podobne do Humicola i tworzące konidia podobne do aleuriokonidiów i/lub podobne do Acremonium. Komórki konidiotwórcze morfy podobnej do Humicola zredukowane są do pojedynczej komórki strzępkowej, interkalacyjnej lub bocznej, monoblastycznej. Konidia podobne do aleurokonidiów powstają bocznie, interkalarnie lub terminalnie, są jednokomórkowe, samotne lub rzadko w łańcuchach lub w skupiskach kilku zarodników, kuliste, prawie kuliste, spłaszczone, czasami odwrotnie jajowate, gruszkowate lub maczugowate, lekko oliwkowe, oliwkowe, brązowe lub ciemnobrązowe, gładkie lub nie. Mają pory rostkowe lub obszar z przerzedzoną ścianą komórkową. Fialidy podobne jak u Acremonium, boczne lub sporadycznie końcowe, szkliste. Konidia podobne do Acremonium w łańcuszkach bazypetalnych, szkliste, bez przegród, gładkie, odwrotnie jajowate, zwykle ze ściętą podstawą i zaokrąglonym wierzchołkiem. U tych gatunków, u których występują formy płciowe, askokarpy z ostiolami tworzone są na powierzchni lub pokryte strzępkami powietrznymi. Włoski na szczycie askokarpów proste, wystające, faliste lub zwinięte w górnej części. Worki maczugowate, z ośmioma dwurzędowymi lub nieregularnie ułożonymi askosporami, zanikające. Askospory cytrynkowate, obustronnie zagęszczone, z wierzchołkową porą rostkową.

## Systematyka i nazewnictwo
Pozycja w klasyfikacji według Index Fungorum: Chaetomiaceae, Sordariales, Sordariomycetidae, Sordariomycetes, Pezizomycotina, Ascomycota, Fungi.
Takson utworzyli w 2002 r. X. Wei Wang, P.J. Han, F.Y. Bai i Jos Houbraken. Mykolodzy po dokonaniu wielogenowej analizy filogenetycznej rodziny Chaetomiaceae, połączonej z badaniami molekularnymi i morfologicznymi, stwierdzili, że jest ona wysoce polifiletyczna. Wiele jej gatunków zostało przeniesione do innych rodzajów, w tym do nowo utworzonych.
W 2024 r. Index Fungorum wymienia 7 gatunków tego rodzaju. W Polsce występuje Pseudohumicola subspiralis (Chivers) X. Wei Wang, P.J. Han, F.Y. Bai & Houbraken 2022.